# Мариана Карагьозова-Финкова
Мариана Тодорова Карагьозова-Финкова е българска юристка.
Родена е на 21 септември 1949 година в Бургас. През 1971 година завършва Юридическия факултет на Софийския университет „Климент Охридски“, където след това защитава кандидатска дисертация. Дълги години преподава там конституционно право, като през 2003 – 2013 година оглавява катедрата по конституционноправни науки. Женена е за кардиолога и политик от Национално движение „Симеон Втори“ Божидар Финков.
През 2015 година е назначена от президента Росен Плевнелиев за член на Конституционния съд.